# 伝馬 (名古屋市)
伝馬（てんま）は、愛知県名古屋市熱田区の町名。現行行政地名は伝馬一丁目から伝馬三丁目と伝馬町伝馬町。住居表示実施済み。

## 地理
熱田区伝馬は、名古屋市熱田区南東端に位置し、東は瑞穂区浮島町、西は内田町・神戸町、南は南区内田橋二丁目、北は神宮二・四丁目に接する。
熱田区伝馬町伝馬町は、伝馬二丁目の南側の僅かな区画に存在する町名である。東と北に伝馬二丁目が、西に内田町が、南に内田橋二丁目がそれぞれ接する。

### 河川
- 新堀川

## 歴史
愛知郡伝馬町（熱田伝馬町）を前身とする。江戸期は熱田村の一部。

### 町名の由来
当地は旧東海道沿いにあり、慶長3年（1601年）に宮宿（熱田宿）と隣の今道が、共に伝馬役に任命された。それを機に両者を合わせて伝馬町と称したのが町名の由来となっている。

### 沿革

#### 伝馬町
- 1878年（明治11年）12月28日 - 愛知郡熱田村の一部より、伝馬町が成立[5]。
- 1889年（明治22年）10月1日 - 町村制施行・合併に伴い、愛知郡熱田町大字伝馬となる[5]。
- 1907年（明治40年）6月1日 - 熱田町が名古屋市に編入され、同市熱田伝馬町に改称[5]。
- 1908年（明治41年）4月1日 - 行政区新設に伴い、南区所属となる[5]。
- 1937年（昭和12年）10月1日 - 行政区再編に伴い、熱田区所属となる[5]。
- 1939年（昭和14年）12月15日 - 熱田伝馬町を伝馬町へ改称[5]。
- 1940年（昭和15年）7月1日 - 熱田東町の一部を編入[5]。
- 1944年（昭和19年）2月11日 - 一部が瑞穂区に編入され、瑞穂区伝馬町が成立[5][注釈 2]。
- 1958年（昭和33年）1月16日 - 熱田区伝馬町の一部が南区に編入され、南区伝馬町が成立[6]。熱田区伝馬町と瑞穂区伝馬町との間で境界を変更[5]。
- 1960年（昭和35年）3月20日 - 瑞穂区伝馬町の一部が同区浮島町となる[7]。
- 1981年（昭和56年）9月20日 - 熱田区伝馬町が同区神宮二・四丁目、伝馬一〜三丁目となり消滅[5]。
- 1985年（昭和60年）11月3日 - 南区伝馬町が同区内田橋二丁目となり消滅[6]。
- 1990年（平成2年）11月5日 - 瑞穂区伝馬町が同区浮島町に編入され消滅[7]。

#### 伝馬
- 1981年（昭和56年）9月20日 - 以下の通り、熱田区羽城町全域および熱田東町・市場町・内田町・神戸町・図書町・伝馬町・富江町・中瀬町の各一部より、同区伝馬一〜三丁目が成立[5]。
  - 一丁目 - 市場町・内田町・神戸町・伝馬町・富江町・中瀬町の各一部
  - 二丁目 - 羽城町全域および内田町・神戸町・図書町・伝馬町・富江町の各一部
  - 三丁目 - 熱田東町・図書町・伝馬町の各一部

### 史跡
- 裁断橋跡

### 字一覧
かつて伝馬町には小字が存在した。1882年時点で伝馬町に存在した小字は以下の通り。なお小字はすべて消滅している。
| 字     | 読み         | 備考 |
| ------ | ------------ | ---- |
| 宿今道 | しくいまみち |      |
| 築出   | つきだし     |      |
| 埋川   | うめかわ     |      |
| 海道   | かいとう     |      |
| 地福寺 | じふくし     |      |

## 世帯数と人口
2018年（平成30年）12月1日現在の世帯数と人口は以下の通りである。
| 丁目       | 世帯数    | 人口    |
| ---------- | --------- | ------- |
| 伝馬一丁目 | 381世帯   | 700人   |
| 伝馬二丁目 | 864世帯   | 1,589人 |
| 伝馬三丁目 | 266世帯   | 561人   |
| 計         | 1,511世帯 | 2,850人 |

### 人口の変遷
国勢調査による人口の推移
| 1995年（平成7年）  | 2,752人 | [ WEB 5 ] |  |
| 2000年（平成12年） | 2,666人 | [ WEB 6 ] |  |
| 2005年（平成17年） | 2,647人 | [ WEB 7 ] |  |
| 2010年（平成22年） | 2,711人 | [ WEB 8 ] |  |
| 2015年（平成27年） | 2,682人 | [ WEB 9 ] |  |

## 学区
市立小・中学校に通う場合、学校等は以下の通りとなる。また、公立高等学校に通う場合の学区は以下の通りとなる。
| 丁目       | 番・番地等 | 小学校               | 中学校             | 高等学校 |
| ---------- | ---------- | -------------------- | ------------------ | -------- |
| 伝馬一丁目 | 全域       | 名古屋市立白鳥小学校 | 名古屋市立宮中学校 | 尾張学区 |
| 伝馬二丁目 | 全域       | 名古屋市立白鳥小学校 | 名古屋市立宮中学校 | 尾張学区 |
| 伝馬三丁目 | 全域       | 名古屋市立白鳥小学校 | 名古屋市立宮中学校 | 尾張学区 |

## 施設

### 伝馬一丁目
- あいち銀行熱田支店
- 長盛院
- 信暁寺

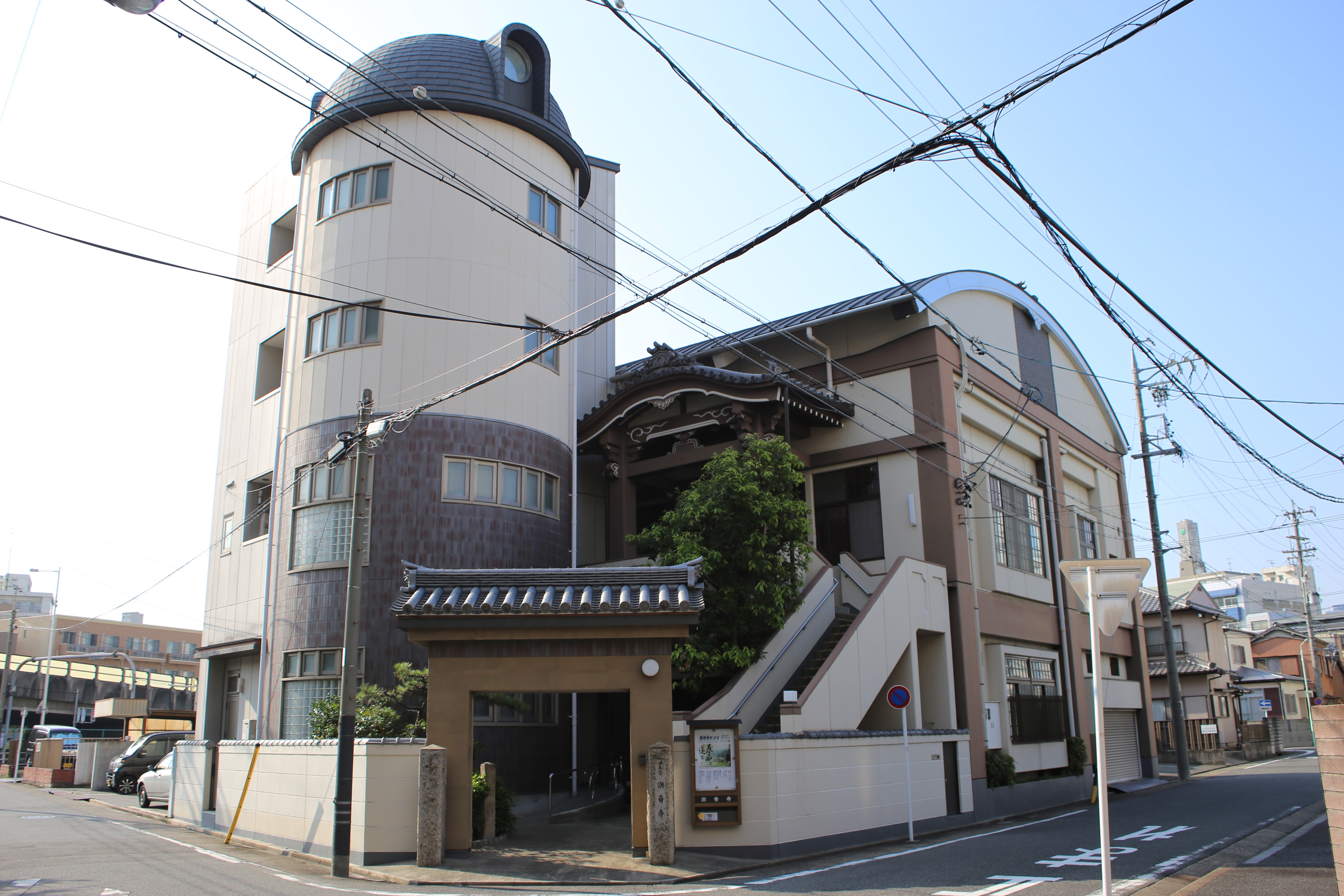
潮音寺
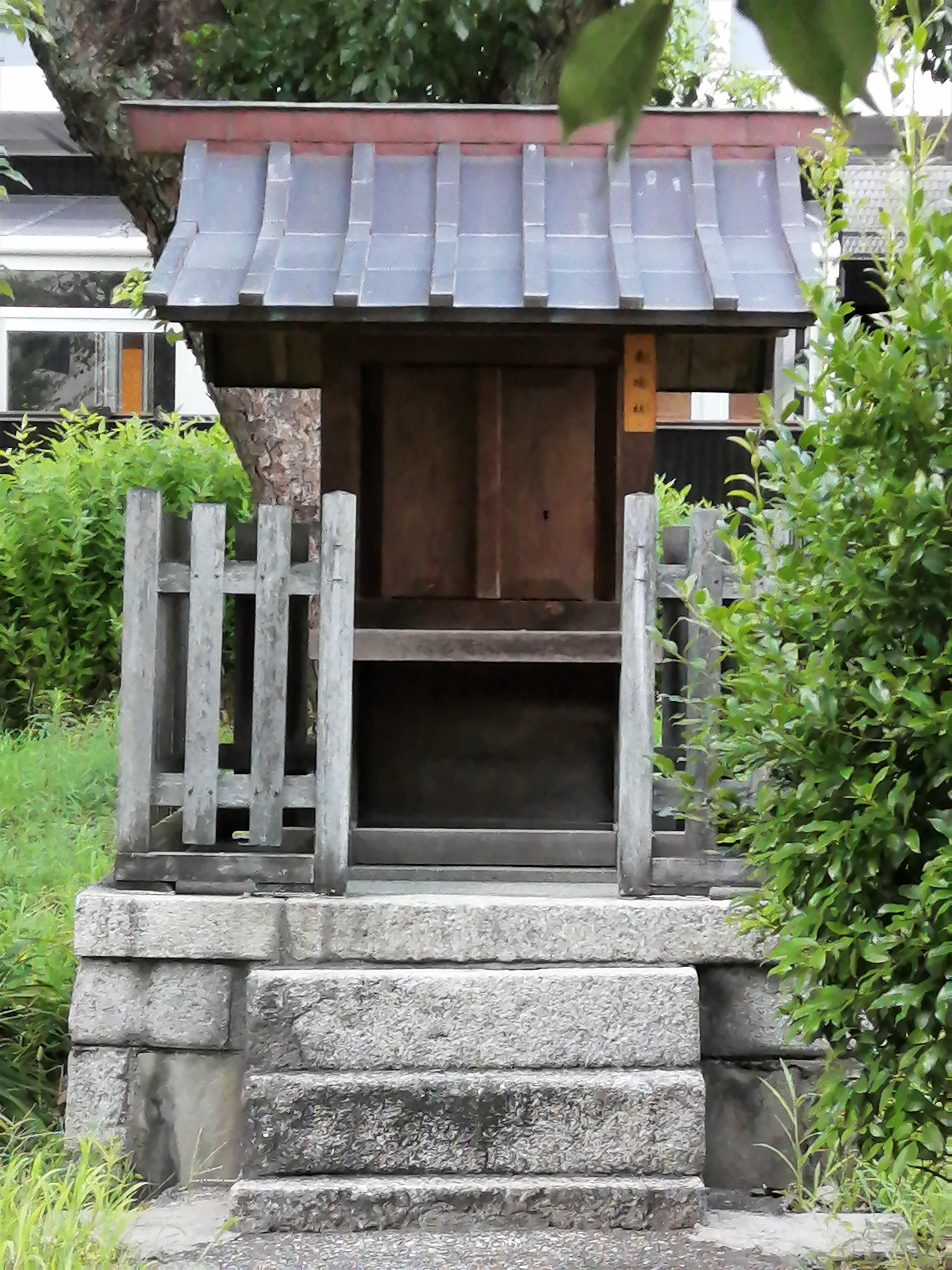
南楠社（熱田神宮境外末社）

- 潮音寺
- 南楠社

### 伝馬二丁目

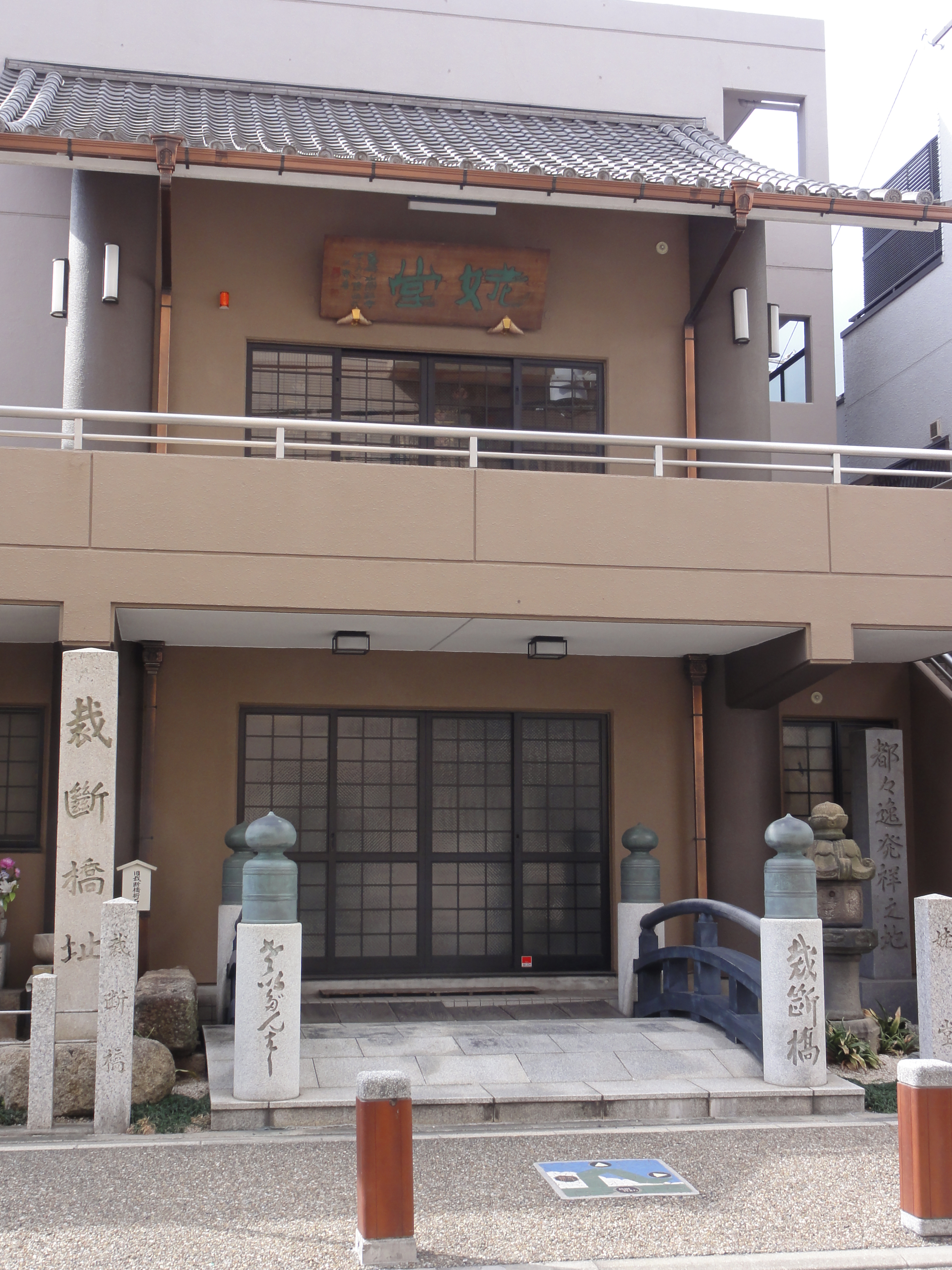
姥堂・裁断橋跡
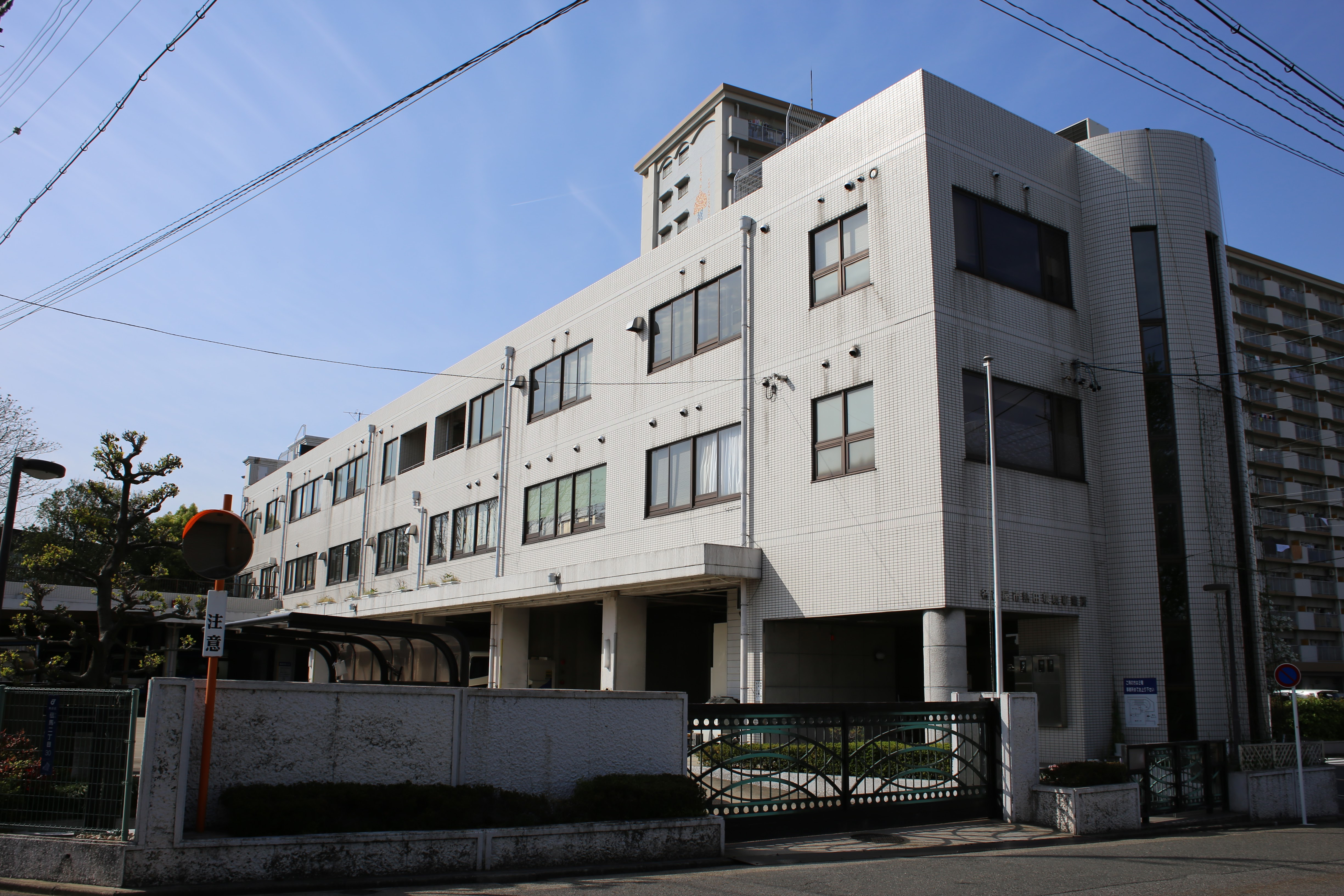
日本年金機構熱田年金事務所
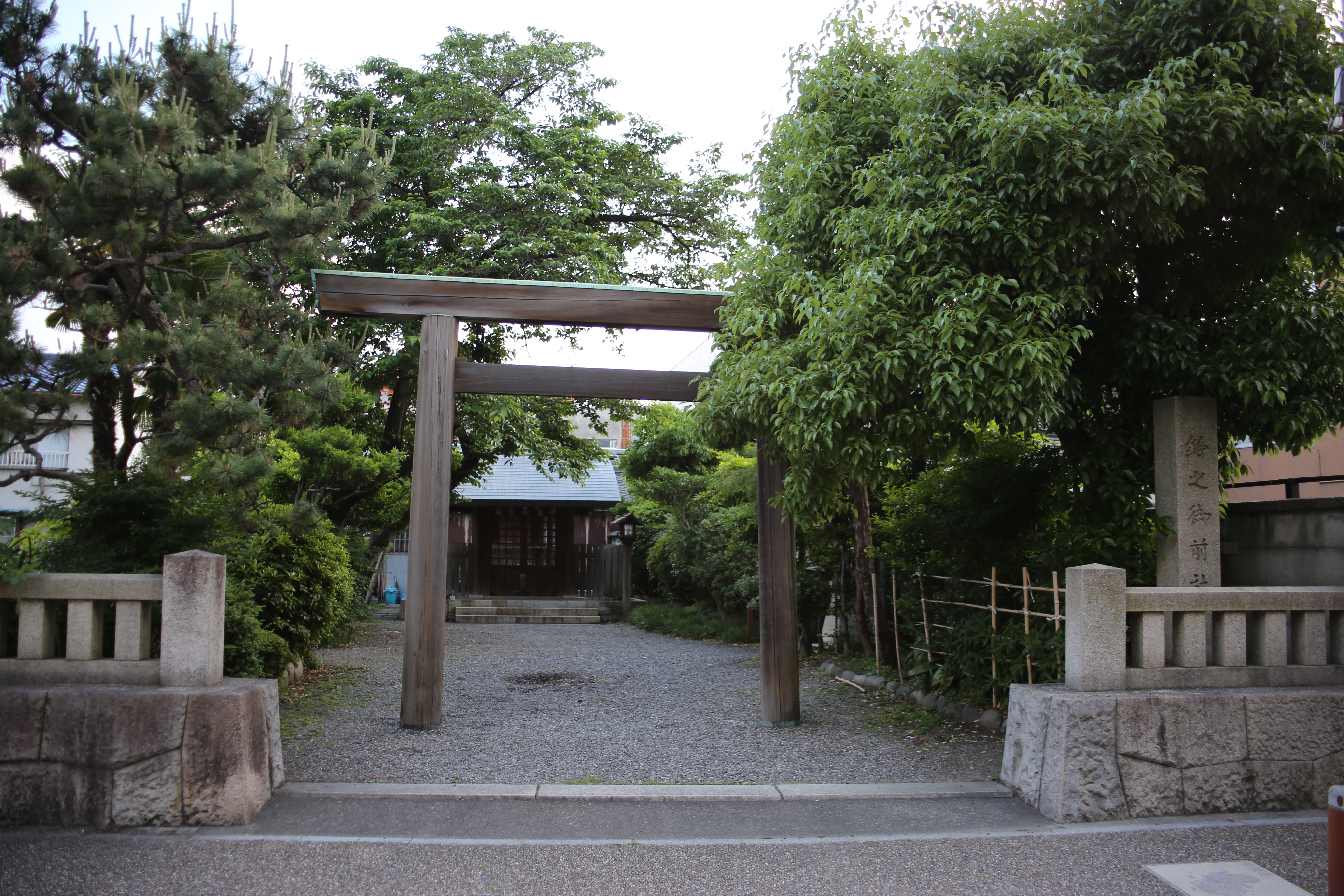
鈴之御前社

- 名古屋工学院専門学校
- 名古屋市熱田環境事業所
- 名古屋市営伝馬荘
- エクセルイン名古屋熱田
- 内田橋聖アントニオ幼稚園
- カトリック熱田教会
- 姥堂
- 浄覚寺
- 内田橋公園

1956年（昭和31年）10月15日供用開始。
- 羽城公園

1983年（昭和58年）4月1日供用開始。
- 図書公園

1984年（昭和59年）3月31日供用開始。
- 鈴之御前社（熱田神宮境外末社）

- 姥堂・裁断橋跡
- 熱田環境事業所
- 鈴之御前社

## 交通

### 鉄道
- 名古屋市営地下鉄
  -  名城線 熱田神宮伝馬町駅

### 道路
- 国道1号
- 国道247号
- 愛知県道225号名古屋東港線

## その他

### 日本郵便
- 郵便番号 : 456-0034[WEB 2]（集配局：熱田郵便局[WEB 13]）。